# Rípodas
Rípodas (Arripodas en euskera) es un concejo y localidad española del municipio de Urraúl Bajo, perteneciente a la Comunidad Foral de Navarra.

## Historia
Hacia mediados del siglo XIX, el lugar, ya por entonces perteneciente a Urraúl Bajo, tenía contabilizada una población de 70 habitantes. Aparece descrito en el decimotercer volumen del Diccionario geográfico-estadístico-histórico de España y sus posesiones de Ultramar de Pascual Madoz con las siguientes palabras:

RIPODAS: l. del ayunt. y valle de Urraul Bajo en la prov. y c. g. de Navarra, part. jud. de Aoiz (3 leg.), aud. terr. y dióc. de Pamplona (8). sit. en una deliciosa llanura, entre dos r.; clima sano; reina el viento N., y se padecen tercianas. Tiene 12 casas; un palacio propio de la marquesa de Andia, con una bonita capilla y huerto; igl. parr. de entrada (la Purificacion de Ntra. Sra.) servida por un abad de provision de los vec.; cementerio contiguo á la igl.: el vecindario se surte de las aguas de los espresados r., las cuales son de muy buena calidad. El térm. se estiende 5/4 de leg. de N. á S. y 1 leg. de E. á O., y confina: N. Artieda, E. Arbonies y Murillo Berroya; S. Lumbier, y O. San Vicente, comprendiendo dentro de su circunferencia un térm. redondo llamado Menasa, de propiedad de la marquesa de Andia; un monte poblado de carrascos, y varios prados para pastar ganados. El terreno es de buena calidad, bastante productivo; le atraviesan y se incorporan junto al l. los r. Irati y Menor. caminos: los que dirigen á los pueblos limítrofes, en buen estado. El correo se recibe de Lumbier los domingos, miércoles y viernes. prod.: trigo, cebada, avena, habas, alubias, arvejas, maiz, patatas, buenos vinos y toda clase de frutas y hortalizas, especialmente en el mencionado huerto; cría de ganado lanar y vacuno; caza de perdices, codornices y conejos; pesca de truchas, anguilas, barbos y madrillas. pobl.: 12 vec., 70 alm. riqueza: con el valle (V.). En 1453, por muerte ó ausencia de los labradores de este pueblo, Cárlos de Beaumont, fijastro de Pedro Magno, tomó á tributo perpetuo todas las heredades, casas y casales del rey en dicho l. por 3 cahices de trigo al año. En 1476 la princesa Doña Leonor donó el pueblo de Ripodas á Cárlos de Artieda.
(Madoz, 1849, p. 498)

En 2023, la entidad singular de población tenía empadronados 19 habitantes y el núcleo de población, también 19.

## Patrimonio

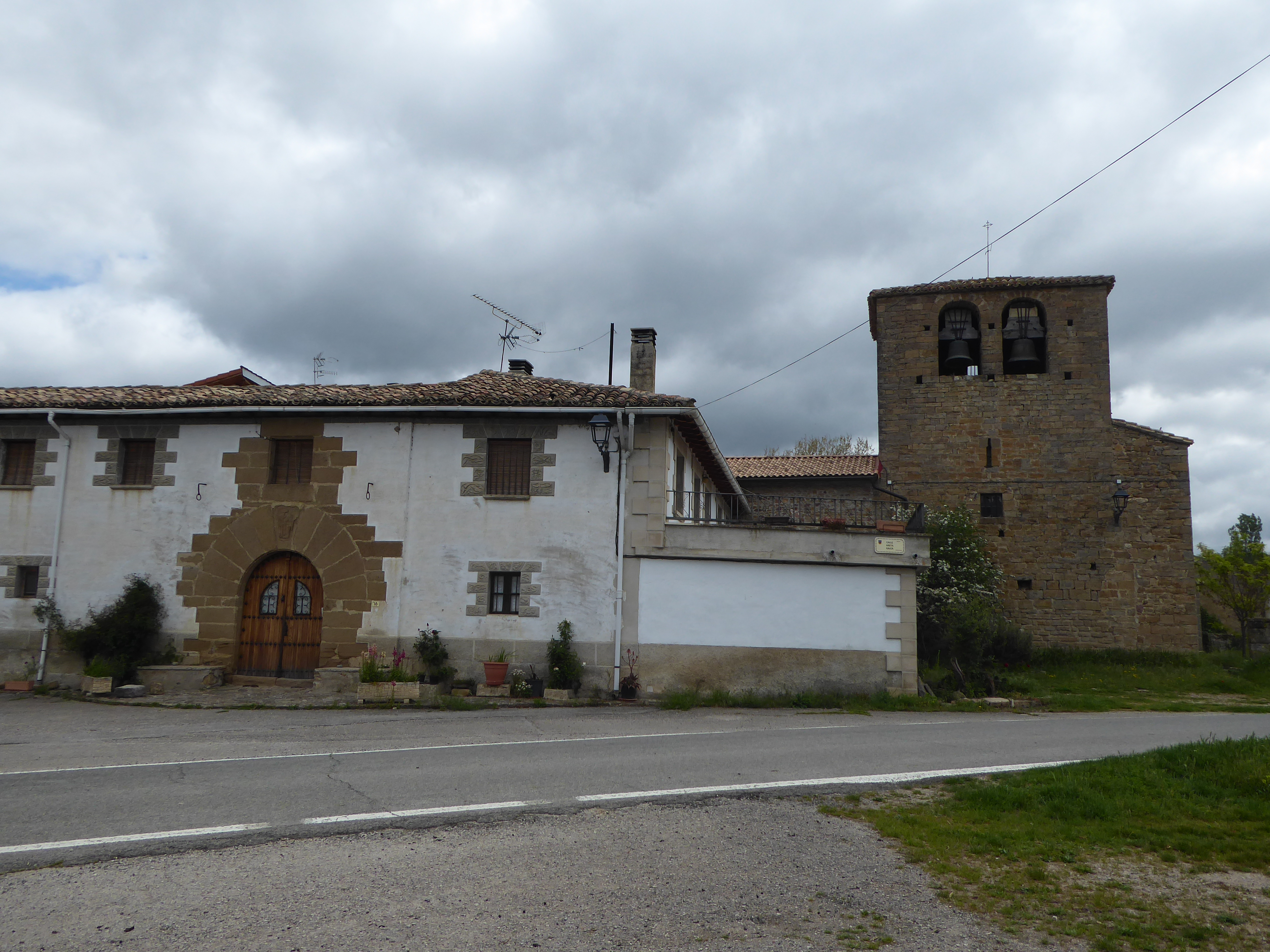
La iglesia de la Purificación de Nuestra Señora, a la derecha de la imagen

Hay en la localidad una iglesia de la Purificación de Nuestra Señora.